# Oxametacina
Oxametacina è un farmaco appartenente alla classe dei farmaci antinfiammatori non steroidei (FANS). La molecola è dotata di proprietà antinfiammatorie, analgesiche ed antipiretiche comparabili a quelle dell'indometacina, dalla quale differisce chimicamente per la sostituzione di un gruppo idrossammico con un gruppo carbossilico. La molecola sarebbe sostanzialmente sovrapponibile, sia come efficacia che come profilo di sicurezza, all'indometacina.

## Farmacodinamica
Il meccanismo d'azione di oxametacina è da mettere in relazione con la sua attività inibitoria sulla biosintesi delle prostaglandine. La ridotta sintesi di prostaglandine è secondaria alla inibizione dell'enzima Prostaglandina-endoperossido sintasi (ciclossigenasi). Studi eseguiti sui ratti sembravano indicare che parte dell'azione del farmaco fosse dovuta alla sua conversione in indometacina. Tuttavia ulteriori studi su volontari umani sani hanno evidenziato che la quota di farmaco metabolizzata ad indometacina nella specie umane è trascurabile.

## Farmacocinetica
Dopo somministrazione per via orale il farmaco viene assorbito dal tratto gastrointestinale e si distribuisce nei diversi tessuti biologici. Studi sperimentali su animali suggeriscono che le concentrazioni del farmaco siano più elevate nei tessuti sede di processi infiammatori. La concentrazione plasmatica allo steady-state si raggiunge entro le 72 ore. L'emivita di oxametacina è di circa 10 ore.

Oxametacina nell'organismo viene metabolizzata attraverso diversi processi tra cui la demetilazione e la coniugazione con acido glucuronico. L'escrezione del farmaco avviene sia per via urinaria che attraverso le feci, in misura sostanzialmente sovrapponibile.

## Usi clinici
Oxametacina è utilizzata nella terapia della artrosi, dell'artrite reumatoide e della spondilite anchilosante. Viene inoltre utilizzata nella artropatia gottosa ed in ambito odontoiatrico.

## Effetti collaterali ed indesiderati
In corso di trattamento con oxametacina gli effetti avversi più spesso segnalati sono: cefalea, nausea, vomito, vertigini, confusione mentale, gastrite, ulcera peptica, perforazione od emorragia gastrointestinale, diarrea, flatulenza, costipazione, dispepsia, dolore addominale, melena, ematemesi.

## Controindicazioni
Il farmaco è controindicato nei soggetti con ipersensibilità nota al principio attivo oppure ad uno degli eccipienti. È inoltre controindicato nei soggetti affetti da insufficienza cardiaca severa, nelle donne in stato di gravidanza e nelle donne che allattano al seno, in età pediatrica.

## Dosi terapeutiche
Nei soggetti adulti il dosaggio usuale di oxametacina è pari a 100 mg, tre volte al giorno. Il trattamento non dovrebbe mai oltrepassare le due settimane.